# Dino Staffa

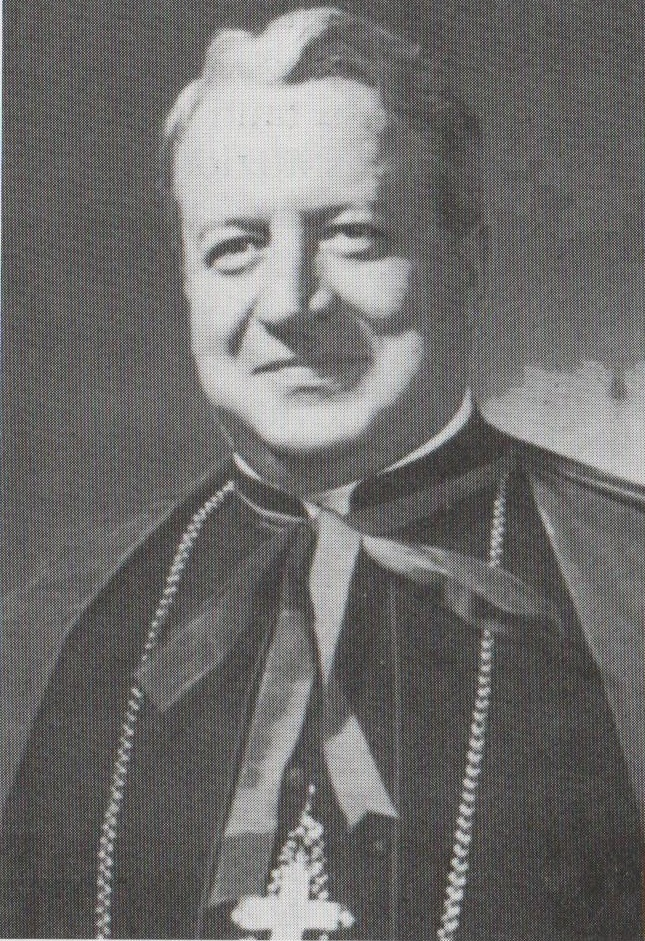
Dino Staffa

Dino Staffa (Santa Maria in Fabriago, 14 augustus 1906 - Rome, 7 augustus 1977) was een Italiaans geestelijke en kardinaal van de Rooms-Katholieke Kerk. 
Staffa studeerde aan het seminarie van Imola en aan het Pauselijk Regionaal Seminarie Benedetto XV (waarvan op dat moment de latere kardinaal Marcello Mimmi rector was) in Bologna. Aan de theologische faculteit van de Universiteit van Bologna promoveerde hij tot doctor in de godgeleerdheid. Hij werd op 25 mei 1929 priester gewijd. Hierna werkte hij als priester in het Bisdom Imola. In 1931 ging hij - voor verdere studie - naar Rome. Van 1933 tot 1950 werkte hij als pastoor in Rome. Paus Pius XI benoemde hem in 1936 tot buitengewoon kamerheer. Vanaf 1941 doceerde hij kerkgeschiedenis en canoniek recht aan de Pauselijke Lateraanse Universiteit. In 1948 werd hij auditor (=rechter) bij de Sacra Rota Romana, de hoogste rechtbank die zich met voornamelijk familierecht bezighoudt.
In 1958 benoemde paus Pius XII hem tot secretaris van de H.Congregatie voor de Seminaries en Universiteiten. Paus Johannes XXIII verhief hem in 1960 tot titulair aartsbisschop van  Caesarea di Palestina. Aartsbisschop Staffa nam deel aan het Tweede Vaticaans Concilie.
In april 1967 benoemde paus Paulus VI Staffa tot pro-prefect van de Hoogste Rechtbank van de Apostolische Signatuur. Niet veel later kreeg hij de rang van prefect, toen Paulus hem tijdens het consistorie van 26 juni van datzelfde jaar kardinaal creëerde. De Sacro Cuore di Cristo Re werd zijn titelkerk. In 1976 kreeg hij de Santa Maria sopra Minerva als titelkerk toegewezen.
Hij overleed op 71-jarige leeftijd en werd begraven in de familietombe in Imola.
- Bibliothèque nationale de France: cb105138810 (data)
- Gemeinsame Normdatei: 111022012X
- International Standard Name Identifier: 0000 0001 1030 7661
- Nederlandse Thesaurus van Auteursnamen: 074917889
- Istituto Centrale per il Catalogo Unico: SBLV030853
- Virtual International Authority File: 89095700
- WorldCat: E39PBJqQxmMvvQh83WjHc6vyh3